# Alì Pascià di Tepeleni
Ali Pascià Tepeleni (in albanese Ali Pashë Tepelena; in turco Tepedelenli Ali Paşa; in arumeno Ali Pãshelu), anche noto come Ali Pascià di Giannina o il Leone di Giannina (Tepeleni, 1744 o forse 1750 – Giannina, 5 febbraio 1822) è stato un politico e militare albanese, noto ai più come uno dei personaggi secondari citati nel romanzo Il conte di Montecristo.
Originariamente un capo-guerra di briganti cristiani e musulmani albanesi in lotta contro il potere ottomano, venne poi inquadrato nei ranghi degli alti ufficiali al servizio della Sublime porta sino a divenire pascià (governatore) dell'eyalet di Giannina. Grazie alle proprie abilità politico-militari ed alle alleanze che aveva allacciato con gli Europei (fond. Francia e Impero britannico), riuscì a dirigere le prime rivolte popolari albanesi per l'indipendenza e a farsi signore di un regno semi-indipendente in Epiro o Ciamuria (1820-1822), fra le attuali Grecia ed Albania. Entrato in aperto conflitto con il sultano ottomano Mahmud II, venne da questi fatto eliminare insieme ai figli prima che potesse strutturare un qualsiasi concreto progetto dinastico.

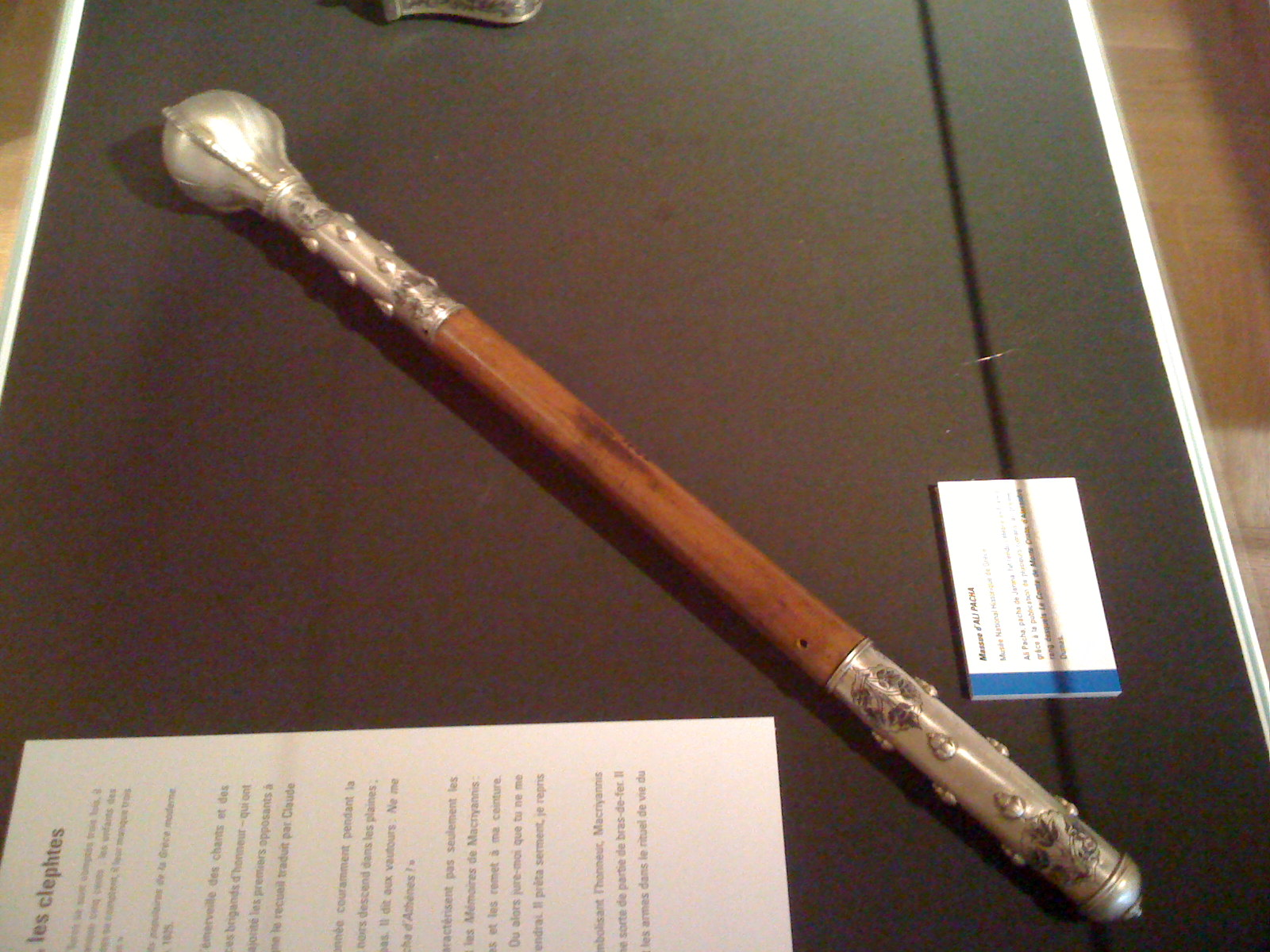
Scettro di Ali Pascià - Institut et Musée Voltaire di Ginevra.

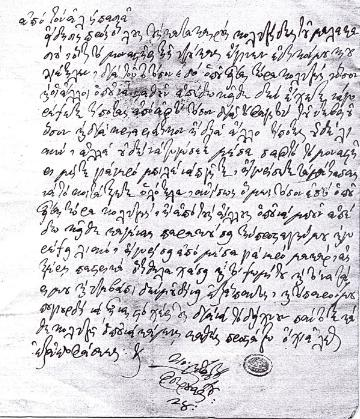
Un firmano di Ali Pascià del 1810 scritto in lingua greca.

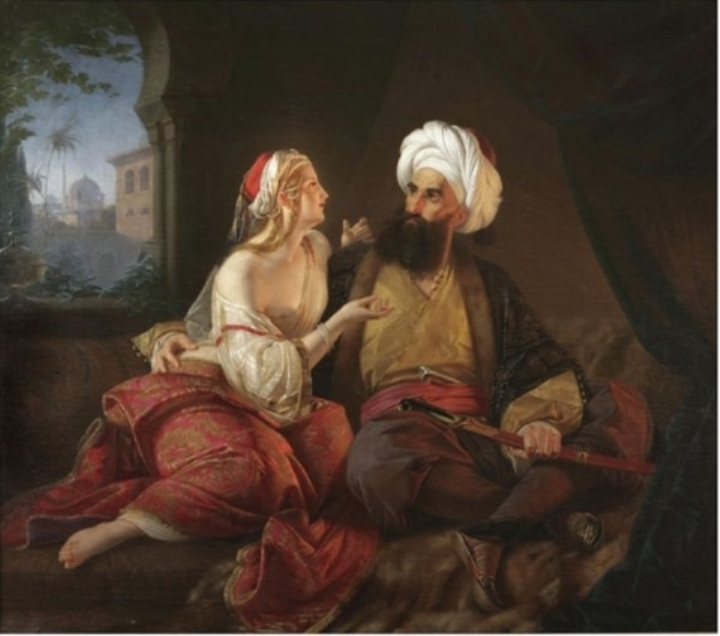
Ali Pascià e la sua Favorita, la cristiana Kyra Vassiliki - quadro di Paul Emil Jacobs.

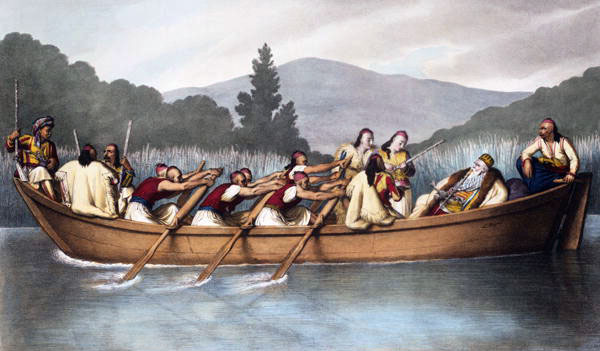
Ali Pacha à la chasse - quadro di Louis Dupré (1825)

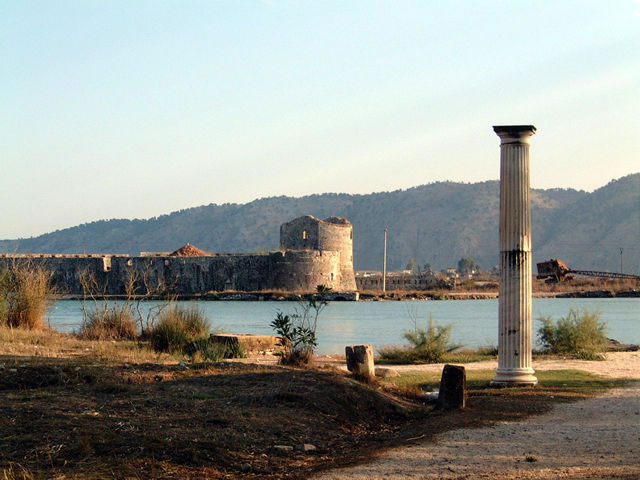
Il castello di Ali Pascià a Butrinto.

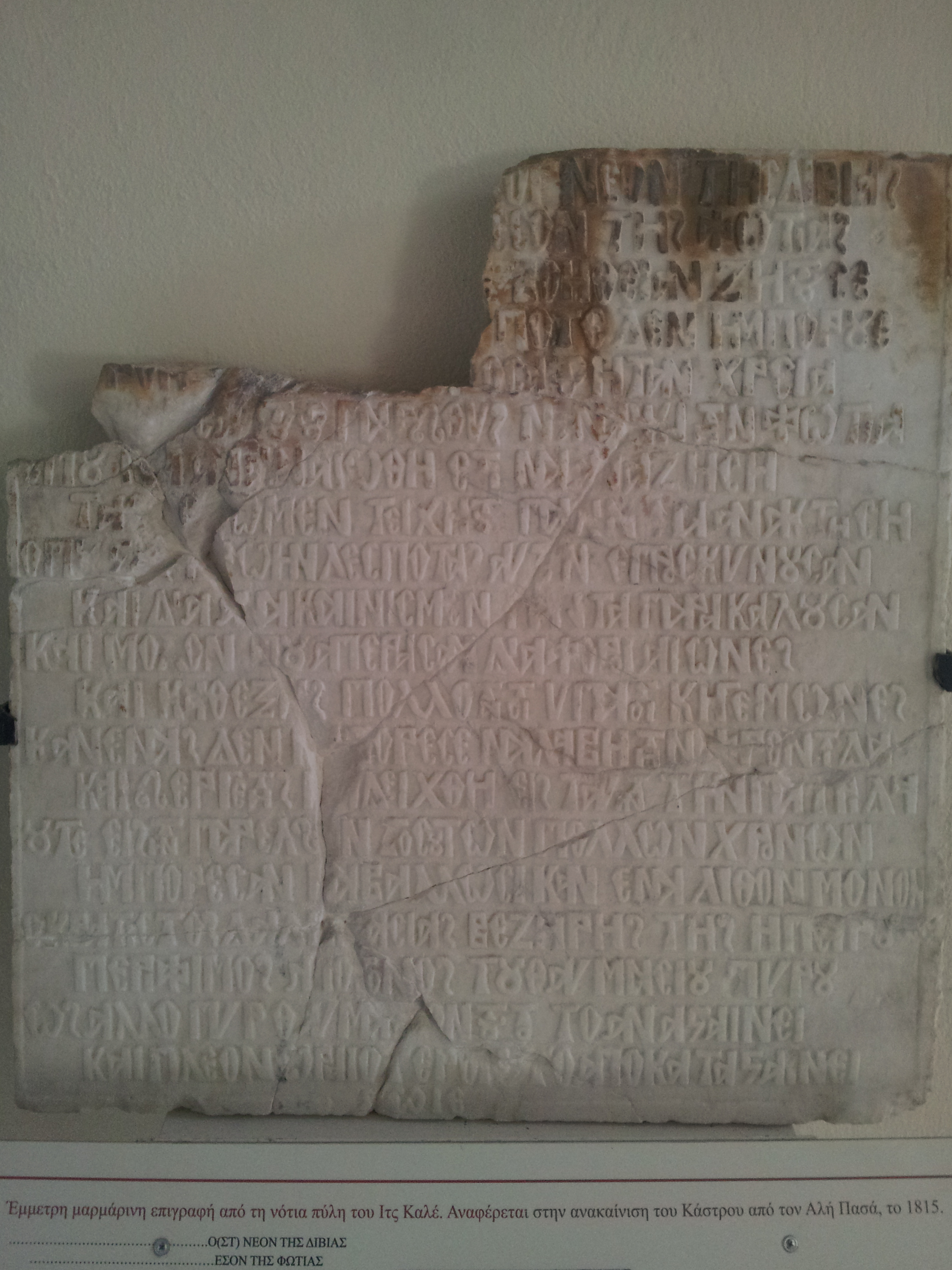
Castello di Giannina - lastra commemorativa della ricostruzione della cittadella Its Kale per opera di Ali Pascià.

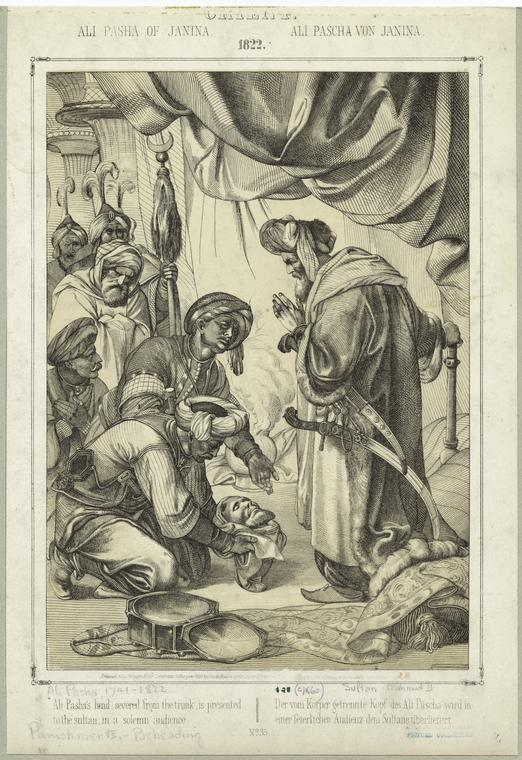
La testa di Alì Pascià viene presentata al sultano Mahmud II - ill. 1822.

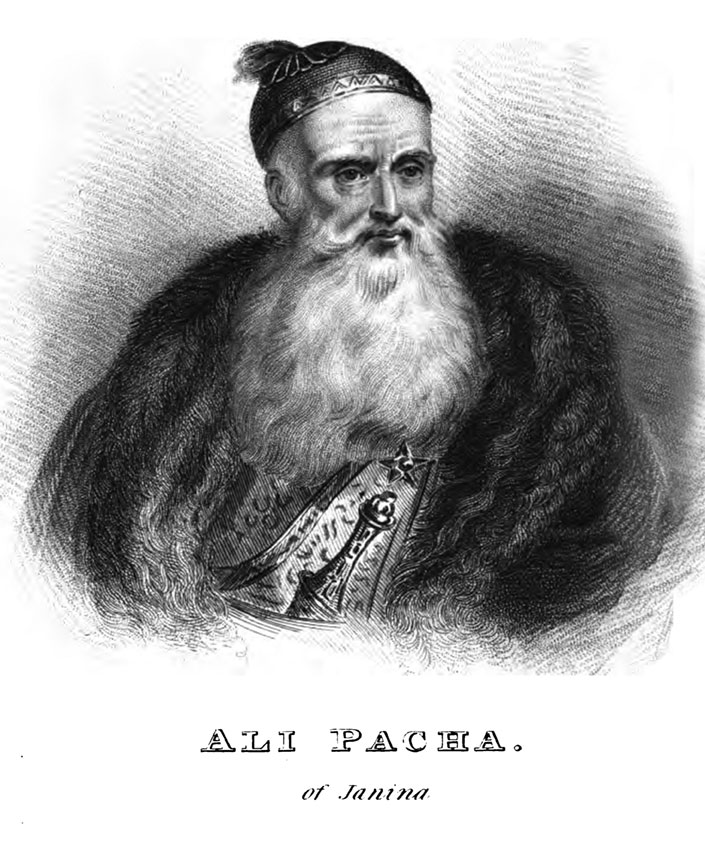
Ali Pascià di Tepeleni - ill. postuma (1824).

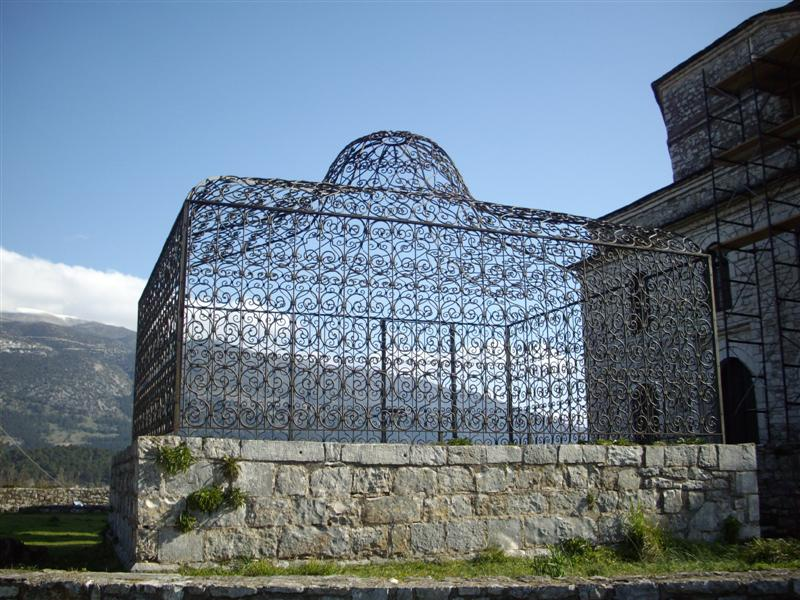
La tomba di Ali Pascià a Giannina.

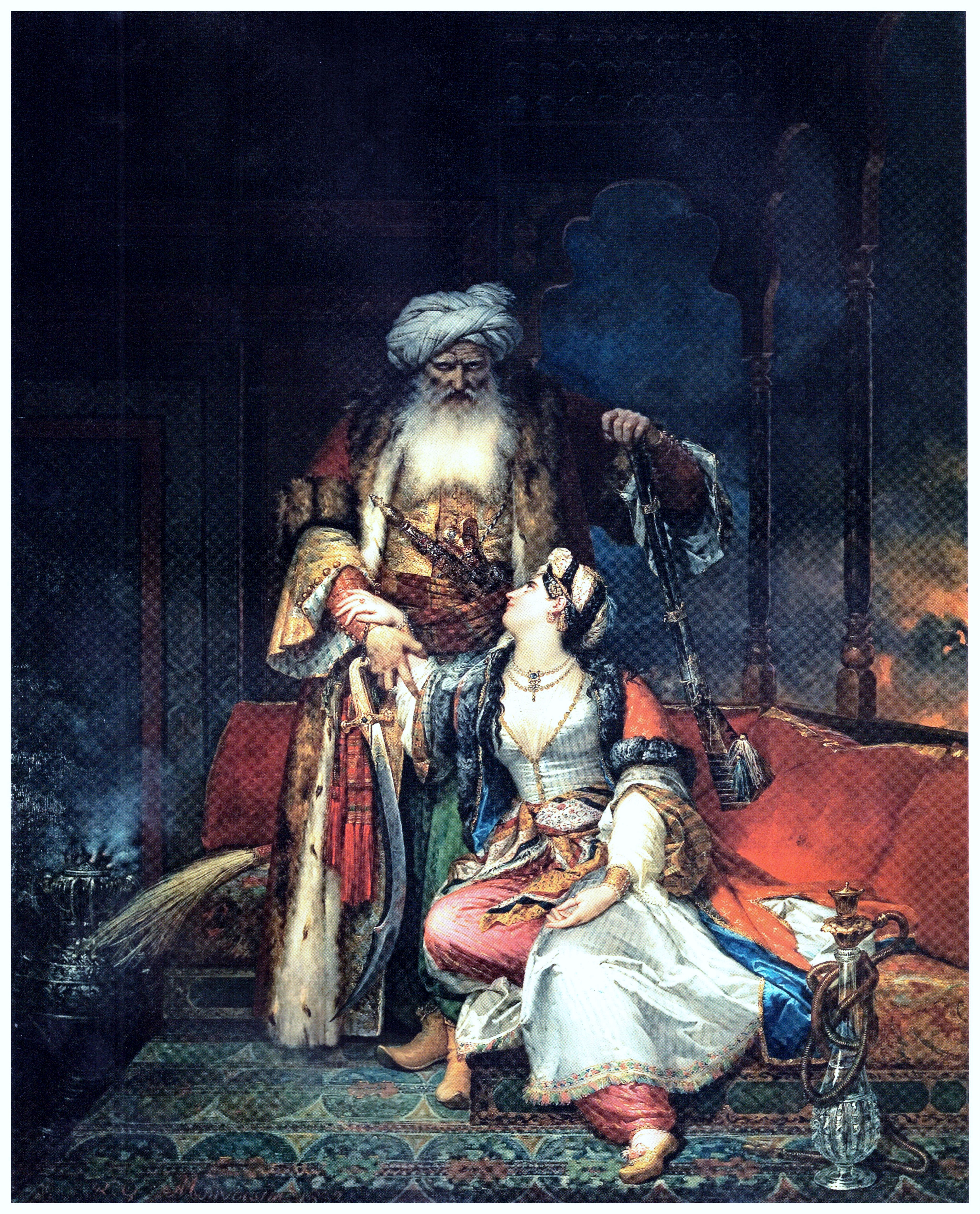
"Ali Pascià e Vassiliki" - quadro di Raymond Monvoisin (1832)

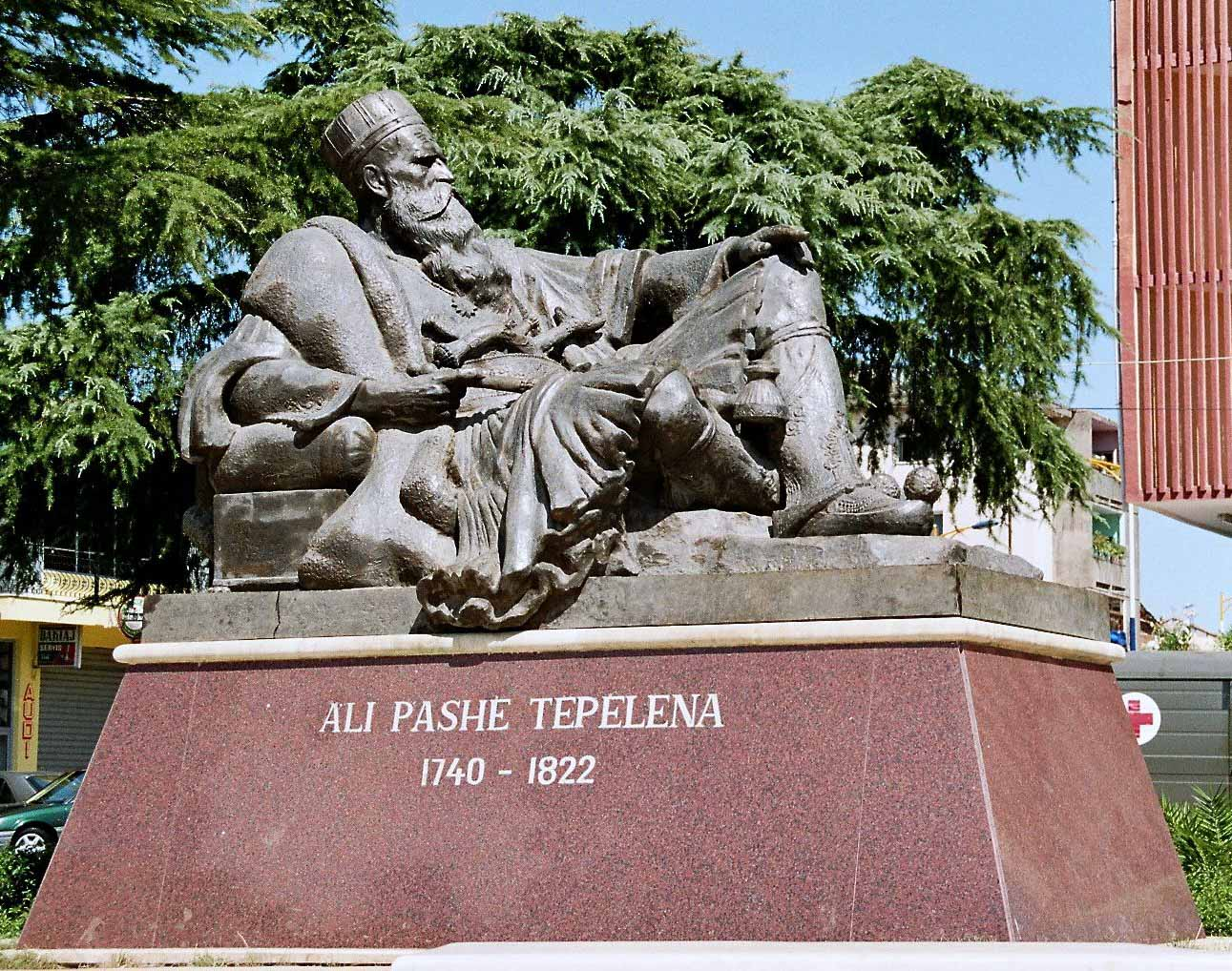
La statua di Ali Pascià a Tepeleni.

## Biografia

### Le origini
Ali nacque nel 1744 (forse 1750) in un villaggio chiamato ‘Beçisht’ a Tepelenë. 
Suo padre, Veli Bey (morto nel 1762), e suo nonno, Mukthar Bey (morto nel 1716 combattendo contro i veneziani a Corfù), erano stati entrambi governatori di Tepeleni motivo per cui Ali finì con l'indicare la città come suo luogo d'origine. La loro tribù, i Lab, era molto malvista dal resto degli albanesi per via del brigantaggio da loro praticato per sopravvivere all'indigenza.
Il prestigio e la fama guadagnati da Ali nel corso della sua vita portò, inevitabilmente, all'accumulo di fantasiose dicerie relative alle sue origini ed al suo lignaggio. Si diffuse, per esempio, la convinzione (dimostrata come infondata da Ahmet Uzun) che la famiglia di Ali discendesse da un derviscio chiamato Nazif giunto in Albania dall'Asia Minore. Del pari, piuttosto contraddittorie sono le notizie precise relative ai suoi primi anni da uomo. Il dato certo è che Ali restò orfano di padre in tenera età (10, più probabilmente 12 anni), molto probabilmente a causa di una faida, e si diede al brigantaggio per sopravvivere, affiancato dalla madre, tale Hanko/Kanko.

Nel corso degli anni, il giovane bandito raccolse intorno a sé una banda di armati sempre più numerosa riuscendo a crearsi un centro di potere che comprendeva alcuni villaggi. Tra il 1764 ed il 1770 (prob. 1768), Ali sposò Emina, la figlia di Capelan Pascià di Delvina, città sulla quale aveva brevemente regnato suo padre Veli Bey. Fu a questo punto che Ali entrò nel numero dei piccoli capi-guerra al servizio dei locali potentati dell'Impero ottomano e che, presumibilmente, approcciò la fratellanza sufi dei Bektashi, cui sarebbe rimasto fortemente legato per tutta la vita.

Tepeleni combatté (1772) i Sulioti d'Epiro, una enclave cristiana montana gravitante intorno al centro di Suli che aveva sino a quei tempi resistito alla conquista ottomana, per conto del Agha di Margariti, Solimano. Nel 1775 venne arrestato dal governatore di Berat, Kurt Ahmed Pascià, insignito dell'autorità di Dervenci-paşa ("guardiano delle vie"), ma già l'anno dopo era al suo servizio nella guerra contro Mehmed Bushati Pascià di Scutari. Nel biennio 1778-1779 servì il nuovo Dervenci-paşa in qualità di luogotenente (Kehaya), posizione che gli permise di accrescere ulteriormente il numero di mercenari (musulmani o armatoli greci) al suo servizio, ma, al ritorno al potere di Kurt Ahmed Pascià, chiuse i suoi rapporti formali con le autorità ottomane della regione, tornando al brigantaggio.
A partire dagli anni '80 del XVIII secolo, Ali cominciò la sua scalata al potere. Nel 1783 prese contatti con i veneziani, supportandoli nella lotta contro il nuovo governatore di Delvina, Mustafa Kokka Pascià (un protetto di Kurt Ahmed Pascià), in cambio del loro supporto politico: mentre Tepeleni screditava il potere di Mustafà seminando il caos nella regione da lui controllata, il bailo della Serenissima perorava la candidatura di Ali a nuovo Pascià di Delvina presso la Sublime porta. La mossa riuscì. Le autorità costantinopolitane stavano in quegli anni chiudendo i loro debiti con i capi-guerra albanesi (dovuti alle prestazioni militari fornite durante la Rivolta Orlov del 1770) saldando il dovuto con onori e titoli: l'accomodamento con Ali Pascià non era dunque affatto nuovo. Nel marzo 1784, Ali ottenne dunque dal sultano Abdul Hamid I il titolo di Pascià ed entro agosto occupò Delvina, dopodiché ottenne da Istanbul la nomina a Mutasarrıf della roccaforte di Giannina. Il dominio su Giannina gli venne subito revocato ma Ali rifiutò di abbandonare la città e ne venne cacciato con la forza da Kurt Ahmed Pascià. Continuò la sua scalata al potere ottenendo la nomina a Pascià del Sangiaccato di Trikala nel 1786.
Successivamente si distinse per alcune operazioni militari nel Banato durante la Guerra austro-turca (1788-1791) e mosse poi guerra a Kara Mahmud Bushati Pascià di Scutari (erede di Mehmed Bushati). La contestuale morte di Kurt Ahmed Pascià diede ad Ali la possibilità di rioccupare con la forza Giannina e fece di lui il miglior candidato quale nuovo Dervenci-paşa. Entro il 1788, il sultano aveva formalizzato la nomina di Tepeleni a Pascià di Giannina e Dervenci-paşa.

### Il regno
Sin dal 1789, Ali fece di Giannina la capitale di un regno semi-indipendente i cui confini si estendevano ben al di là del Eyalet di Giannina: il pascialato di Giannina. Per farlo, raccolse intorno a sé un esercito privato di 50 000 uomini che potevano essere radunati e schierati in un paio di giorni. Al vertice della catena di comando c'era un Supremo Concilio formato da Ali stesso, dai suoi figli Mukhtar Pascià e Veli Pascià e dai consiglieri Celâleddin Bey, Abdullah Taushani, Hasan Dervishi, Halil Patrona, Omer Vrioni (tesoriere), Meço Bono, Ago Myhyrdari, Thanasis Vagias, Veli Gega, Tahir Abazi e Odysseas Androutsos (un mercenario greco). Un nutrito contingente di giannizzeri albanesi era al diretto comando del Leone.
Le prime mosse politiche di Tepeleni furono volte al consolidamento del dominio da poco acquisito. Anzitutto, nominò il figlio primogenito Mukhtar Pascià di Trikala, poi mosse guerra al Pascià di Berat, Ibrahim, erede di Kurt Ahmed Pascià. Lo scontro si risolse in favore di Tepeleni e la pace venne suggellata dal matrimonio tra una figlia di Ibrahim Pascià e Mukhtar. Poco dopo, Ali Pascià fece avvelenare Sephir Bey, fratello di Ibrahim, distintosi nella campagna come un valente comandante.
Sicuro del proprio potere, Tepeleni estese poi il suo dominio lungo due direttrici principali: (i) la conquista delle ex-colonie veneziane sulla costa albanese; e (ii) il controllo sulla regione storica dell'Epiro, sull'Albania, sulla Macedonia e sulla Grecia, a discapito dei vari, piccoli potentati locali.

Già nel 1788, Ali si era sbarazzato degli Arumeni di Moscopoli, un tempo prospero centro albanese duramente colpito dai rovesci della Rivolta di Orlov, riducendo la città ad un desolato villaggio. Passò poi a preoccuparsi dei Sulioti che, istigati da agenti russi, nel 1790 sfidarono il potere di Istanbul. Tepeleni ne approfittò per muovere loro guerra nel 1792, con l'intento di annettere le loro terre al suo dominio personale epirota ma in due campagne consecutive (1792 e 1793) non riuscì a piegarli. Dovette allora contentarsi di occupare Arta (1796) e Himara (1797).
Ormai buon politico oltre che capo-guerra, Ali non trascurò di mantenersi in ottimi rapporti formali con la Porta. Tra il 1797 ed il 1798 non trascurò perciò di servire sotto le bandiere del sultano nella repressione della rivolta di Osman Pasvandoglu. Parimenti, quando nel 1798 mosse alla conquista delle ex-colonie della Serenissima finite in mano ai Francesi dopo il trattato di Campoformio, lo fece con il pretesto della guerra in corso tra Napoleone Bonaparte ed il sultano Selim III scatenata dalla Campagna d'Egitto. Tepeleni catturò il comandante francese della guarnigione di Corfù, Nicolas Roze, ed affrontò il generale Jean Jacques Bernardin Colaud de La Salcette nella battaglia di Nicopoli del 1798, sconfiggendolo. Privo d'impedimenti, Ali dilagò sui vecchi possedimenti veneziani: conquistò Prevesa (facendo seviziare la locale guarnigione di francesi e sulioti), Vonitsa e Butrinto (1799). Garantitosi un sicuro sbocco sul mare, il Leone di Giannina maturò il proposito di fare del suo dominio una signoria navale mediterranea capace di eguagliare il potere del dey di Algeri. Intrattenne dunque rapporti con i corsari barbareschi dai quali riscattò, in quei mesi, alcuni eminenti membri della spedizione egiziana catturati a bordo della tartana livornese Madona di Montenegro: Julien Bessières, Jean Étienne Casimir Poitevin de Maureilhan e Joseph Claude Marie Charbonnel. Supportò poi i russi nell'Assedio di Corfù (1798-1799) ma vide vanificate molte delle sue conquiste "costiere" dalla fondazione della Repubblica delle Sette Isole Unite, un dominio insulare protetto congiuntamente di Mosca e di Costantinopoli con capitale Corfù.
Nel 1803, con un astuto stratagemma, Alì Pascià riuscì a conquistare la roccaforte dei Sulioti, piegandone così la resistenza. Sterminati ed espulsi, i Sulioti superstiti si rifugiarono nelle Isole Jonie. Nello stesso anno, offrì il fortino di Porto Palermo come base d'appoggio logistica alla Royal Navy per operazioni anti-napoleoniche
Era nel frattempo terminata l'ostilità tra Napoleone ed il sultano così Ali Pascià, con il benestare della Porta, risolse di allacciare contatti proprio con Bonaparte per avere supporto nel suo piano di costituzione di un dominio litoraneo albanese fondato sulle vecchie colonie veneziane. L'imperatore di Francia inviò perciò da Tepeleni quale console generale François Pouqueville (1805), già membro della Commissione Scientifica al seguito dell'Armata in Egitto.

Nel 1806, complice il riaccendersi del conflitto tra ottomani e russi, Ali Pascià inviò il figlio Veli Pascià ad occupare la Repubblica delle Sette Isole Unite. Dopodiché, assolvendo ai suoi doveri di vassallo della Porta, inviò lo stesso a combattere sotto le bandiere del sultano Selim nella Prima rivolta serba. Napoleone si era nel frattempo abboccato con lo zar di Russia con la Pace di Tilsit (1807) ed i due avevano risolto di sopprimere l'Impero ottomano. Il risvolto mediterraneo dell'accordo fu l'occupazione francese della Repubblica delle Sette Isole Unite. Tepeleni, a questo punto, decise di schierarsi contro Bonaparte ed allacciò contatti con l'Impero britannico, supportandone le operazioni nelle Isole Ionie, mentre il console Pouqueville veniva trattenuto a Giannina come una sorta di ostaggio non riscattabile (avrebbe ottenuto la libertà solo nel 1816). I rovesci del conflitto russo-turco ed il parallelo caos politico costantinopolitano (Selim III venne deposto e poi ucciso per ordine di Mustafa IV a sua volta eliminato da una congiura di palazzo e sostituito dal diciannovenne Mahmud II - v. Colpi di stato ottomani del 1807-1808) permisero a questo punto a Tepeleni di ammassare un enorme potere: annetté politicamente la Morea facendone pascià il figlio Veli (1807) e l'anno successivo (1808) fece la stessa cosa con Berat, annessa al dominio dopo l'eliminazione definitiva di Ibrahim Pascià ed assegnata al figlio Mukhtar.

Ancora nominalmente vassallo della Porta (inviò, non a caso, entrambi i figli, con le rispettive armate locali, a combattere i russi in Bulgaria, ove presero parte alla battaglia di Rousse), nel 1810 Ali era, de facto, signore di un dominio che comprendeva l'Epiro, l'Albania meridionale, la Focide, la Macedonia occidentale, l'Acarnania, Prevesa ed Arta: si stima che circa due milioni di persone vivessero sotto l'egida del Leone di Giannina.

#### La corte di Ali Pascià
Le testimonianze degli occidentali che la visitarono, in linea con il diffuso orientalismo dell'epoca, ci lasciano un'immagine incredibilmente "esotica" della corte di Ali Pascià, sempre descritta come un luogo di opulenza e meraviglie. Su tutte, spiccano le descrizioni relative all'harem del despota: si parla di seicento concubine ed un non ben precisato numero di ragazzi.
L'atteggiamento tenuto da Tepeleni nei confronti della religione può essere definito come "moderno".
Nato in una famiglia musulmana, non aveva esitato ad allearsi con non-musulmani e musulmani eterodossi pur di raggiungere i suoi scopi.
È nota l'influenza che ebbe sul Leone San Cosma d'Etolia, in onore del quale fece costruire un monastero. Cristiana era poi la favorita di Tepeleni, Kyra Vassiliki, una ragazza greca da lui sposata nel 1808, alla quale non venne chiesto di abiurare la sua fede e per la quale una stanza del Castello di Giannina venne tramutata in una chiesa.
Ali Pascià era poi fortemente legato a vari ordini di sufi. Dato certo è la sua adesione alla setta sufi dei Bektashi, cui venne introdotto dal maestro Baba Shemin di Fushë-Krujë e che con il suo patronato si diffuse largamente in Tessaglia, nell'Epiro, nel Sud dell'Albania e a Kruja. La lapide di Ali Pascià venne non a caso decorata con la Corona Taj dei Bektashi. Sufi Nasibi Tahir Babai è poi ricordato come una delle guide spirituali del Leone. Tepeleni non fece poi mancare il suo appoggio anche ai sufi Naqshbandiyya (Naqshbandiyya erano appunto gli altari sufi di Giannina e di Parga), Khalwatiyya, Sâdîyye e Alevi.
Nonostante le continue tensioni tra Tepeleni e le minoranze greche soggette al suo dominio (fu Ali Pascià ad ordinare la morte per tortura del clefti Antonio Katsantonis), la sua corte ospitava un nutrito numero di uomini d'affari ed intellettuali greci. Il greco veniva abitualmente parlato da Ali a corte e sopra i cancelli del palazzo di Giannina era incisa un'iscrizione nella quale Tepeleni veniva presentato come un discendente di Pirro. Sempre in greco venne scritto dall'albanese Haxhi Shehreti il poema celebrativo di Tepeleni, la Alipashiad.
La presenza di Ali Pascià e del suo entourage a Giannina, nonostante le ripetute e ben testimoniate violenze perpetuate dal despota a danno di ribelli ed oppositori, non solo non ridusse il fermento culturale "elleno" della città (uno dei principali centri di sviluppo e diffusione del nuovo illuminismo greco) ma finì per giocare un ruolo primario nell'affermazione del sentimento nazionale greco. Nel 1818, infatti, Kyra Vassiliki venne reclutata da Nikolaos Skoufas ed iniziò un'attiva militanza nel movimento rivoluzionario greco, la Filikí Etería.

#### Le atrocità
Le crudeltà inflitte da Ali Pascià ai suoi sudditi ribelli o a chiunque tentasse di opporsi al suo dominio divennero ben note nei dintorni del suo regno e ci vengono tramandate dalla poesia e dal folklore locale (fondamentale, in questo senso, il lascito culturale degli arumeni): l'esecuzione di massa dei giovani uomini delle città di Gardhiq e Hormova, rei di discendere dagli uomini che avevano ucciso il padre di Tepeleni e stuprato sua madre; l'espulsione degli arumeni da Moscopoli; l'esecuzione di massa di un gruppo di giovani donne cristiane di Giannina, sommariamente processate come adultere ed affogate nel Lago Pamvotida; la pubblica esecuzione del clefti Antonio Katsantonis, massacrato a colpi di maglio.

Le informazioni più dettagliate riguardano le barbarie commesse dalla truppa di Ali Pascià alla presa di Prevesa.

### Lo scontro con Istanbul
La sempre più marcata presa di potere del sultano Mahmud II, animato da prepotenti propositi di Renovatio Imperii, comportò una sistematica battuta d'arresto all'astro di Ali Pascià. Le prime avvisaglie si ebbero nel 1812, quando il sultano destituì Veli dalla Morea e lo fece Pascià di Larissa come punizione per le atrocità commesse da Tepeleni contro la popolazione di Gardiki (vicino Trikala).
Il Leone non diede probabilmente troppo peso alla cosa, proseguendo nella costruzione di uno stato sempre più solido.
Nel 1813, Tepeleni dovette gestire lo scoppio di una epidemia di peste bubbonica nella Tessaglia, regione già provata dalle repressioni perpetratevi e dall'inasprimento delle tasse con cui Ali Pascià finanziava le sue campagne militari. Ancora in buoni rapporti con l'Impero britannico, il Leone accettò poi di riconoscere il protettorato inglese sulle Isole Ionie in cambio della cessione del fiorente porto di Parga, ratificato con il Trattato di Giannina del 17 maggio 1817.
Il formale ingresso di Tepeleni nella scena diplomatica internazionale fu probabilmente la goccia che fece tracimare il vaso.
Nel 1819, Mahmud tornò a colpire il Leone tramite i suoi figli: in risposta alle lamentele degli abitanti di Larissa, gravati dal ferreo controllo di Veli, il sultano tornò a "demansionare" il figlio di Ali facendone il Pascià di Lepanto (titolo prettamente onorifico ma privo di effettivo potere politico). Nel frattempo, per bocca dell'ambasciatore ottomano Halet Efendi (attivo in Francia), il sultano venne messo a parte dell'effettiva estensione, anche internazionale, del potere che Ali Pascià aveva accumulato nel corso degli anni. L'esistenza di una compagine statale semi-autonoma cresciuta all'ombra del Serraglio fu chiaramente intollerabile per l'osmanide che iniziò a preparare lo scontro risolutivo.
Per parte sua, ormai deciso a staccarsi completamente dai turchi e, molto probabilmente, incitato dalla moglie Kyra, il Leone allacciò contatti formali con la Filikí Etería, riunitasi a Tripolizza nel 1820. Ali incontrò l'emissario del Direttorio rivoluzionario, una sua vecchia conoscenza di nome Ioannis Paparrigopoulos, a Prevesa, promettendo supporto all'Etería anche e soprattutto per guadagnarsi l'appoggio della Russia contro il sultano. Tepeleni commise a questo punto l'errore di organizzare un attentato ai danni di un suo rivale rifugiatosi a Costantinopoli, Ismaël Pascià, e l'insuccesso dell'operazione provocò la rottura definitiva con gli ottomani. Mahmud II pretese le dimissioni di Tepeleni e, al suo rifiuto, organizzò la spedizione punitiva contro il ribelle.
Il 23 marzo 1820, Ali Pascià annunciò apertamente che si sarebbe fatto liberatore dei greci. Paparrigopoulos, dopo i fatti di Costantinopoli, gli comunicò il sostegno dell'Eteria.
Mahmud II inviò contro Tepeleni proprio Ismaël Pascià, al comando di una eterogenea armata reclutata con la leva feudale, ed una seconda armata al comando di Pehlevan Pascià, un veterano della guerra russo-turca, mentre la flotta ottomana al comando del Capitan Bey ("vice-ammiraglio") Kara Ali dirigeva verso Prevesa. Una terza armata di rinforzo arrivò da Scutari, al comando di Bushati.
Da Giannina, il Leone schierò le sue truppe: da Berat, Mukhtar avrebbe difeso l'Albania centrale; Androutsos avrebbe difeso la Focide e la Beozia da Livadeia; Veli Bey avrebbe presidiato le coste da Lepanto; Alexis Noutzos, Tahir Abbas e Omer Vrioni avrebbero bloccato i passi montani del Pindo. Il coordinamento di tutto lo scacchiere restò in capo, chiaramente, ad Ali Pascià, convinto di poter vanificare l'assalto ottomano grazie al suo agguerrito esercito ed all'impervia natura del terreno di scontro.
Sfortunatamente per Tepeleni, la totale mancanza d'impegno da parte dei suoi ufficiali vanificò qualsiasi scelta strategica.
Nel nord, Bushati attaccò Elbasan senza incontrare resistenza significativa. Abbandonò la lotta per interessi propri, accampando come scusa con la Porta una ribellione dei montenegrini. Androutsos, cacciato da Livadeia dagli abitanti della città, disertò, lasciando Pehlevan Pascià libero di penetrare nella Grecia centrale. Veli Bey abbandonò Lepanto e ripiegò su Arta, salvo poi portarsi a Prevesa dove fu rapido a negoziare un armistizio con il Capitan Bey. Ismaël Pascià attraversò indenne il Pindo, si abboccò a Metsovo con Vrioni e lo convinse a tradire Tepeleni in cambio della nomina a Pascià di Berat, città nel frattempo abbandonata da Mukhtar che si era prima trincerato ad Argirocastro e poi, come il resto degli alti ufficiali del padre, aveva avviato negoziati con i turchi invece di combattere.
In settembre, l'armata ottomana si schierava intorno a Giannina, cominciando l'assedio.
Il centro del potere di Ali Pascià, pesantemente fortificato e ben rifornito di derrate, offrì ai turchi la prima vera resistenza della campagna. Ismaël Pascià si dimostrò incapace di giungere rapidamente alla conclusione dello scontro e commise alcuni errori strategico-politici che permisero a Tepeleni di veder tornare nei ranghi gli ufficiali che avevano disertato al principio della guerra. Non solo. Il 4 dicembre, Ali prese contatto con i Sulioti che militavano nelle file dell'armata di Ismaël e promise loro la restituzione della terra natia in cambio di aiuto. Gli epiroti (3 000 uomini in tutto) disertarono il campo ottomano e si schierarono al fianco del Leone. Continuando a giocare d'astuzia, Ali Pascià cercò di rappacificarsi con il sultano e, nel gennaio 1821, gli inviò delle lettere nelle quali denunciava i piani della Filikí Etería ed i suoi membri. Il risultato della manovra fu però inconcludente per Tepeleni e questo tradimento fu uno nei numerosi elementi che contribuiranno ad informare la Sublime Porta sulle trame che si ordivano, obbligando l'Etería ad accelerare il naturale corso degli avvenimenti. In marzo, Hursid Pascià, futuro governatore della Morea, subentrò ad Ismaël Pascià (ricollocato alla testa del presidio di Arta) nel comando delle forze sultanali e ridiede vigore alla lotta, sia sul piano militare sia su quello politico. Entro novembre, numerosi albanesi musulmani agli ordini del Leone disertarono le sue file e si schierarono sotto il vessillo sultanale quando l'eco della guerra d'indipendenza greca, abilmente manovrato da Hurshid, raggiunse Giannina.
Nel gennaio del 1822, Hursid Pascià aveva occupato la maggior parte delle fortificazioni di Giannina. Ali Pascià, asserragliato nel suo palazzo tramutato in una cittadella ed in grado di protrarre ulteriormente la lotta, accettò di aprire i negoziati. Le parti s'incontrarono nel Monastero di San Pantaleone, su un'isola del Lago Pamvotida, già in mano turca. Attirato dalla promessa di un perdono completo (5 febbraio, 24 gennaio del calendario giuliano), Ali Pascià si vide circondato dai turchi che gl'intimarono d'inginocchiarsi per essere decapitato. A questo punto, secondo Alexandre Dumas, avrebbe aggredito i nemici dopo aver risposto "La mia testa non si piegherà come la testa di uno schiavo!". Gli spararono attraverso il pavimento, uccidendolo. La sua testa venne portata su di un piatto d'argento ad Hursid Pascià che ne baciò la barba in segno di rispetto prima d'inviarla a Costantinopoli.
La testa di Tepeleni e quelle dei suoi figli vennero esposte all'ingresso del Palazzo Topkapı per ordine del sultano. I feticci vennero poi interrati presso le mura di Costantinopoli. Le spoglie di Ali Pascià vennero sepolte nella Moschea Fethiye di Giannina, presso la quale riposano oggi.
Nel 2006, la Facoltà di Teologia dell'Università di Yalova, durante un progetto di censimento delle 3 500 lapidi del cimitero Ayvalık di Istanbul, ha scoperto un sepolcro titolato a Tepeleni. In data 11 febbraio 2013, il governo albanese ha conseguentemente aperto i negoziati con il governo turco per la restituzione delle spoglie del Leone di Giannina.

## Discendenza
Ali Pascià ebbe tre figli maschi, tutti giustiziati dai turchi insieme al padre: 
- Ahmed Muhtar (1768 - 1822), figlio della prima moglie ufficiale di Tepeleni, Emine di Delvina[9], fu pascià di Berat. Da lui discende Fatma Hikmet İşmen, ultima discendente dei pascià di Giannina;
- Veli (1773 - 1822), figlio della prima moglie ufficiale di Tepeleni, Emine di Delvina[9], fu pascià di Morea. Ebbe due figli, Mehmed e Ismail.
- Selim (1800 - 1822), figlio della prima moglie ufficiale di Tepeleni, Emine di Delvina, fu pascià di Valona.

## Cultura di massa
- Lord Byron fece visita ad Alì Pascià nel 1809 a Giannina e scrisse le sue memorie dell'incontro nell'opera Childe Harold's Pilgrimage (Il pellegrinaggio del giovane Aroldo), mostrando sentimenti contrastanti nei confronti del tiranno: da un lato l'ammirazione per lo splendore della corte e per l'aver incoraggiato il risveglio della cultura albanese a Giannina, dall'altro il biasimo per la sua crudeltà.
- Nel romanzo Il conte di Montecristo, Dumas descrive in modo estremamente romanzato la fine di Ali Pascià per bocca della figlia scampata al massacro, la principessa Haydée, protetta del protagonista Edmond Dantès.
- Mór Jókai dedicò a lui il romanzo Janicsárok végnapjai (Il leone di Giannina).

### Fonti
- Bellaire, JP (1805), Précis des opérations générales de la division Française du Levant, Chargée, pendant les années V,VI et VII de la défense des îles et possessions ex-vénitiennes de la mer Ionienne, formant\naujourd' hui la République des Sept-Isles, Parigi.
- Church, Riccardo (1820), Relazione dei fatti accaduti al tenente generale Riccardo Church, Napoli: dalla Tipografia Francese.
- Davenport, Richard Alfred (1837), The Life of Ali Pasha of Tepeleni, Vizier of Epirus, surnamed Aslan or the Lion, Murray's Family Library.
- Fauriel, Claude Charles (1834), Die Sulioten und ihre Kriege mit Ali Pascha von Janina, Breslau.
- Henry, Holland (1815), Travels in the Ionian Isles, Albania, Thessaly, Macedonia &c. during the years 1812 and 1813, Londra.
- Keightley, Thomas (1830), History of the War of Independence in Greece, v. 1, Edimburgo, Constable.
- Manzour, Ibrahim (1827), Mémoires sur la Grèce et l'Albanie pendant le gouvernement d'Ali Pacha, Parigi.
- Pouqueville, François (1822), Notice sur la fin tragique d'Ali-Tébélen, Parigi.
- Presle, Brunet: de [e] Blanchet, Alexandre (1860), Grèce depuis la conquête romaine jusqu'à nos jours, Firmin Didot.

### Studi
- Baggally, JW (1938), Ali Pasha and Great Britain, Oxford, Basil Blackwell.
- Boppe, Auguste (1914), Albanie et Napoléon: (1797-1814), Parigi, Hachette et C.
- Fleming, Katherine Elizabeth (1999), The Muslim Bonaparte: diplomacy and orientalism in Ali Pasha's Greece, Princeton University Press, ISBN 978-0-691-00194-4.
- Sakellariou, MV (1997), Epirus: 4000 Years of Greek History and Civilization, Ekdotike Athenon, ISBN 960-213-371-6
- Skiotis, DN (1971), From Bandit to Pasha: First Steps in the Rise to Power of Ali of Tepelen, 1750-1784, in International Journal of Middle East Studies, v. 2, n. 3 (1971), pp. 219–244.